# Salpêtrière-Bucht
Die Salpêtrière-Bucht (französisch Baie de la Salpêtrière) ist eine 1,5 km breite Bucht an der Westküste der Booth-Insel im Wilhelm-Archipel vor der Westküste der Antarktischen Halbinsel. Sie liegt zwischen dem Hervéou Point und dem Poste Point.
Teilnehmer der Vierten Französischen Antarktisexpedition (1903–1905) kartierten die Bucht als Erste. Der Expeditionsleiter und Polarforscher Jean-Baptiste Charcot benannte sie nach dem Hôpital de la Salpêtrière, in welchem sein Vater Jean-Martin Charcot tätig war.